# Giovanni Benedetto Castiglione
Giovanni Benedetto Castiglione, anomenat il Grechetto (Gènova, 23 de març de 1609 - Màntua, 5 de maig de 1664) va ser un pintor i gravador italià d'estil barroc.
Va ser segurament la major figura de la pintura genovesa del segle xvii i un dels introductors de l'estil de Rembrandt en el gravat italià.

## Biografia
En la seva primera etapa a Gènova, en la dècada de 1620, es va moure en un cercle de discrets pintors locals especialitzats en el gènere paisatgístic i d'animals. Les primeres influències que va rebre procedeixen de les pintures d'artistes forans que va veure en esglésies i col·leccions de la ciutat, particularment de Jacopo Bassano i la seva família, Bernardo Strozzi, Rubens i Van Dyck.
A la dècada següent Castiglione es va instal·lar a Roma, on va entrar en contacte amb Poussin i es va inclinar cap al classicisme. Es va aplicar a l'estudi de l'art antic, una formació que li va permetre, en retornar a Gènova, ocupar un lloc de privilegi entre els artistes de la seva ciutat, tècnicament una mica limitats.
Va simultanejar la producció de grans obres d'altar amb pintures de menor format, de temes pagans i religiosos, destinades al col·leccionisme privat. La seva pintura religiosa més important ha de ser una Immaculada Concepció (1650) ara al museu d'Indianapolis (Estats Units).
A partir de 1645, Castiglione va dedicar creixent atenció al gravat, medi en què produiria unes 70 imatges. Va copiar algunes de les seves pintures en gravats de monotip, gènere del que va ser pioner, i en retornar a Roma en 1647 prengué moltes planxes, que serien donades a conèixer en els següents anys. A aquesta època ha de pertànyer el gravat de La fugida a Egipte, on uns àngels recol·lecten dàtil és d'una palmera per alimentar les ovelles que caminen al costat de la Sagrada Família. És un exemple típic seu perquè demostra la seva perícia com animalista i com pintor religiós en una clau domèstica i anecdòtica al gust de la Contrareforma.

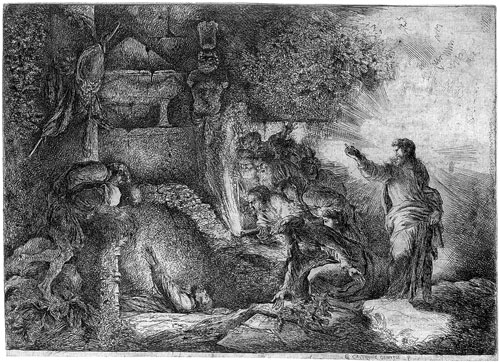
Aiguafort de la Resurrecció de Llàtzer (h. 1648).

A Roma, Castiglione va gravar noves planxes imitant l'estil de Rembrandt de 1630-40, que coneixia per estampes que arribaven d'Països Baixos. Del seu interès pel geni holandès és exemple la sèrie de Caps amb turbants i especialment les seves escenes amb il·luminació tenebrista, anomenades nocturns, es poden citar gravats com La Resurrecció de Llàtzer i Els cossos de sant Pere i sant Pau ocults en les catacumbes de Roma.
Paral·lelament a la seva tasca com a gravador, Castiglione va seguir enriquint la seva pintura amb trets del barroc decoratiu de Pietro da Cortona i Bernini, i va conèixer també a Salvatore Rosa.
El 1651 va viatjar a Màntua per treballar al servei de la cort ducal, i allí va romandre en els seus últims anys, excepte breus estades a Venècia i Gènova. El seu últim gravat datat sembla un monotip de 1660.
Castiglione ocupa un lloc singular en el barroc italià per la seva habilitat com a pintor d'animals i la seva peculiar inclinació cap al pintoresc i misteriós: personatges orientals, micos i altres éssers exòtics, temes de bruixeria, escenes nocturnes ... Exemple representatiu és la seva Diògenes (Madrid, Museu del Prado), on s'emmarca nombrosos animals i elements de bodegó en una composició mesurada, enriquida amb cites de l'escultura clàssica. Una altra obra semblant per la seva barreja de religió i bodegó és El sacrifici de Noè després del Diluvi (LACMA de Los Angeles).
Igual que Salvatore Rosa, la seva estima va augmentar al segle xviii, i la seva influència es detecta en figures com Giambattista Tiepolo i Fragonard.